# راماز شنگلیا

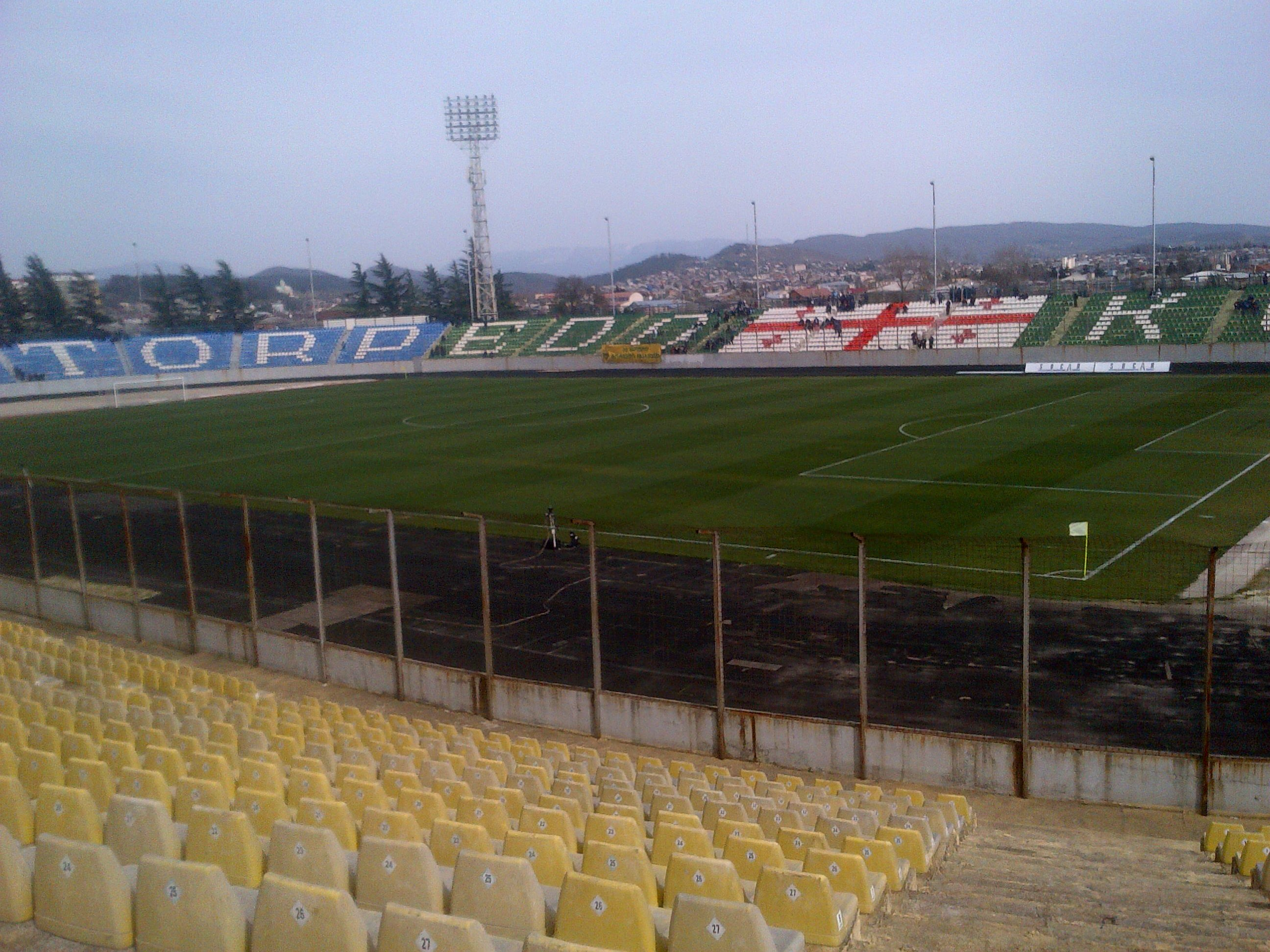
ورزشگاه فوتبال راماز شنگلیا در گرجستان، که به افتخار این بازیکن نام‌گذاری شده‌است.

راماز شنگلیا (گرجی: რამაზ შენგელია؛ ۱ ژانویهٔ ۱۹۵۷ – ۲۱ ژوئن ۲۰۱۲) بازیکن فوتبال گرجی‌تبار اهل اتحاد جماهیر شوروی سوسیالیستی بود.
از باشگاه‌هایی که در آن بازی کرده‌است می‌توان به باشگاه فوتبال دینامو تفلیس و باشگاه فوتبال اوسترش اشاره کرد.
او همچنین در تیم‌های ملی فوتبال زیر ۲۱ سال شوروی و شوروی بازی کرده‌است.